# Singles número um na Hot Dance Club Songs em 2014
Este anexo lista os singles que alcançaram a primeira posição na Hot Dance Club Songs no ano de 2014. A tabela é publicada semanalmente pela revista Billboard, que classifica a popularidade de canções nas discotecas do país que atendem os critérios necessários para a compilação de dados.

## Histórico
| Data            | Canção                         | Artista                                      | Ref.   |
| --------------- | ------------------------------ | -------------------------------------------- | ------ |
| 4 de janeiro    | "Unconditionally"              | Katy Perry                                   | [ 2 ]  |
| 11 de janeiro   | "Lie to Me"                    | Cole Plante e Myon & Shane 54 com Koko Laroo | [ 3 ]  |
| 18 de janeiro   | "Timber"                       | Pitbull com Kesha                            | [ 4 ]  |
| 25 de janeiro   | "Higher"                       | Deborah Cox com Paige                        | [ 5 ]  |
| 1º de fevereiro | "Neon Lights"                  | Demi Lovato                                  | [ 6 ]  |
| 8 de fevereiro  | "Pompeii"                      | Bastille                                     | [ 7 ]  |
| 15 de fevereiro | "Go Fuck Yourself"             | My Crazy Girlfriend                          | [ 8 ]  |
| 22 de fevereiro | "Dark Horse"                   | Katy Perry com Juicy J                       | [ 9 ]  |
| 1º de março     | "Hey Brother"                  | Avicii                                       | [ 10 ] |
| 8 de março      | "Somebody Loves You"           | Betty Who                                    | [ 11 ] |
| 15 de março     | "Hands Up in the Air"          | Audio Playground                             | [ 12 ] |
| 22 de março     | "Blow"                         | Beyoncé                                      | [ 13 ] |
| 29 de março     | "Take Me Away"                 | Rokelle com Dave Audé                        | [ 14 ] |
| 5 de abril      | "Can't Remember to Forget You" | Shakira com Rihanna                          | [ 15 ] |
| 12 de abril     | "Into the Blue"                | Kylie Minogue                                | [ 16 ] |